# مرکوری کوگر
مرکوری کوگر (Mercury Cougar) یکی از خودروهایی است که توسط شرکت مرکوری، از زیرمجموعه‌های شرکت فورد، از سال ۱۹۶۷ تا ۲۰۰۲ و در هشت نسل تولید شد.